# HD168814
HD168814 — хімічно пекулярна зоря спектрального класу A1, що має видиму зоряну величину в смузі V приблизно  7,1.
Вона  розташована на відстані близько 813,4 світлових років від Сонця.

## Пекулярний хімічний склад
Зоряна атмосфера HD168814 має підвищений вміст 
Si
.